# Curculio venosus
Curculio venosus är en skalbaggsart som först beskrevs av Johann Ludwig Christian Gravenhorst 1807.  Curculio venosus ingår i släktet Curculio, och familjen vivlar. Arten är reproducerande i Sverige.